# Дуць, Игорь Андреевич
И́горь Андре́евич Дуць (укр. Ігор Андрійович Дуць; род. 11 апреля 1994, Нижанковичи, Львовская область) — украинский футболист, защитник. Выступал за юношеские сборные Украины до 17 и до 19 лет, а также за молодёжную сборную до 21 года.

## Клубная карьера
Родился 11 апреля 1994 года в посёлке Нижанковичи Львовской области. Первый тренер — Андрей Смолинский. В детско-юношеской футбольной лиге Украины выступал за «Львов» (2007—2009) и донецкий «Шахтёр» (2009—2010). По итогам сезона 2010/11 «Шахтёр» стал победителем чемпионата Украины среди игроков до 17 лет, а Дуць был признан лучшим защитником турнира.
В 2011 году был переведён в «Шахтёр-3», выступавший во Второй лиге Украины. Дебют Дуця в профессиональном футболе состоялся 9 апреля 2011 года в матче против кременчугского «Кремня» (0:1). В 2011/12 игрок начал выступать в молодёжном первенстве страны. Принимал участие в первом чемпионате Украины среди юношеских команд сезона 2012/13, где «горняки» заняли третье место. Вместе с дублирующей командой завоёвывал золото, серебро и бронзу молодёжного чемпионата.
Летом 2015 года перешёл на правах аренды в мариупольский «Ильичёвец». В составе команды в рамках Первой лиги Украины дебютировал 1 августа 2015 года в матче против киевской команды «Оболонь-Бровар» (2:0). Выступал за «Ильичёвец-2» во Второй лиге Украины. В сезоне 2016/17 вместе с «Ильичёвцем» занял первое место в Первой лиге, что дало право команде вернуться в Премьер-лигу Украины.
В июне 2017 года Дуць перешёл на правах годичной аренды в «Рух» из Винников, выступавший в Первой лиге. В декабре 2018 года подписал трёхлетнее соглашение с «Рухом». В сезоне 2019/20 команда заняла второе место в Первой лиге и впервые вышла в Премьер-лигу. Дебют Дуця в высшем украинском дивизионе состоялся 23 августа 2020 года в матче против полтавской «Ворсклы» (2:5).

## Карьера в сборной
Выступал за юношескую сборную Украины до 17 лет. В составе команды под руководством Юрия Мороза принимал участие в турнире на призы Белорусской федерации футбола в Минске в январе 2010 года. Вместе с командой завоёвывал бронзу на Кубке Эгейского моря и Мемориале Банникова. Принимал участие в отборочном турнире к чемпионату Европы 2011 года, где сыграл пять матчей.
После выступал за сборную до 19 лет. В её составе побеждал на Мемориале Вацлава Ежика, играл на Мемориале Гранаткина и Мемориале Вилотича. В рамках отбора на чемпионат мира чемпионат Европы 2013 года принял участие в пяти играх сборной.
С 2014 по 2015 год являлся игроком молодёжной сборной Украины до 21 года. В составе команды побеждал на Antalya Cup, участвовал в турнире памяти Валерия Лобановского. В отборочном турнире на чемпионат Европы среди молодёжных команд 2017 года Дуць сыграл в пяти матчах.
В составе студенческой сборной Украины принимал участие в летней Универсиаде 2017 года в Тайбэе, где команда под руководством Анатолия Бузника заняла седьмое место.

## Достижения
«Шахтёр»
- Победитель молодёжного чемпионата Украины: 2011/12
- Серебряный призёр молодёжного чемпионата Украины: 2013/14
- Бронзовый призёр молодёжного чемпионата Украины: 2012/13
- Победитель юношеского чемпионата Украины: 2012/13

«Ильичёвец»
- Победитель Первой лиги Украины: 2016/17

«Рух»
- Серебряный призёр Первой лиги Украины: 2019/20

## Статистика
| Сезон   | Клуб            | Лига                 | Чемпионат | Чемпионат | Кубок | Кубок | Еврокубки | Еврокубки | U-21 | U-21 | U-19 | U-19 |
| Сезон   | Клуб            | Лига                 | Игры      | Голы      | Игры  | Голы  | Игры      | Голы      | Игры | Голы | Игры | Голы |
| ------- | --------------- | -------------------- | --------- | --------- | ----- | ----- | --------- | --------- | ---- | ---- | ---- | ---- |
| 2010/11 | Шахтёр-3        | Вторая лига Украины  | 7         | 1         | —     | —     | —         | —         | —    | —    | —    | —    |
| 2011/12 | Шахтёр (Донецк) | Премьер-лига Украины |           |           |       |       |           |           | 18   | 0    | —    | —    |
| 2012/13 | Шахтёр (Донецк) | Премьер-лига Украины |           |           |       |       |           |           | 11   | 0    | 6    | 0    |
| 2013/14 | Шахтёр (Донецк) | Премьер-лига Украины |           |           |       |       |           |           | 17   | 5    |      |      |
| 2014/15 | Шахтёр (Донецк) | Премьер-лига Украины |           |           |       |       |           |           | 21   | 5    |      |      |
| 2015/16 | Ильичёвец       | Первая лига Украины  | 21        | 0         | 1     | 0     | —         | —         | —    | —    | —    | —    |
| 2016/17 | Ильичёвец       | Первая лига Украины  | 10        | 0         | 3     | 0     | —         | —         | —    | —    | —    | —    |
| 2016/17 | → Ильичёвец-2   | Вторая лига Украины  | 6         | 0         | —     | —     | —         | —         | —    | —    | —    | —    |
| 2017/18 | Рух (Львов)     | Первая лига Украины  | 29        | 1         | 2     | 2     | —         | —         | —    | —    | —    | —    |
| 2018/19 | Рух (Львов)     | Первая лига Украины  | 24        | 2         | 1     | 0     | —         | —         | —    | —    | —    | —    |
| 2019/20 | Рух (Львов)     | Первая лига Украины  | 27        | 0         | 2     | 0     | —         | —         |      |      |      |      |
| 2020/21 | Рух (Львов)     | Премьер-лига Украины | 8         | 0         | 0     | 0     |           |           |      |      |      |      |